# منطقة اليورو
منطقة اليورو (بالإنجليزية: eurozone؛ ورسميًّا the euro area) هو اتحاد نقدي يتألف من 20 دولة عضو في الاتحاد الأوروبي اتخذت اليورو (€) عُملتها الرئيسية والقانونية الوحيدة. نظام اليورو هي السلطة النقدية التي تحكم المنطقة. ومع أن ثمانية دول أعضاء في الاتحاد الأوروبي ما زالت تعتمد عملتها الوطنية الخاصة، إلا أن معظمها سيتحتم عليه تبني اليورو مستقبلًا.
تشمل منطقة اليورو كلًّا من النمسا وبلجيكا وقبرص وإستونيا وفنلندا وفرنسا وألمانيا واليونان وأيرلندا وإيطاليا ولاتفيا وليتوانيا ولوكسمبورغ ومالطا وهولندا والبرتغال وسلوفاكيا وسلوفينيا وإسبانيا وكرواتيا. وسيتحتم على أعضاء الاتحاد الأوروبي الآخرين الانضمام ما إن تتوفر فيهم معايير الانضمام. لم تغادر الاتحاد أي دولة حتى الآن، ولا توجد به آلية قانونية لمغادرة الدول الأعضاء أو لطردها من الاتحاد. تجمع كلًّا من أندورا وموناكو وسان مارينو والفاتيكان بالاتحاد الأوروبي اتفاقات رسمية تقضي باعتمادهم اليورو عملة رسمية وصناعتهم نقودهم المعدنية الخاصة. وقد تبنت كوسوفو والجبل الأسود اليورو من جانب واحد، لكن الدولتين لا تنتسبان رسميًّا إلى منطقة اليورو ولا تملكان ممثلين لا في البنك المركزي الأوروبي ولا في منطقة اليورو.
يحدد البنك المركزي الأوروبي، الذي يرأسه رئيسٌ ومجلسٌ يتكون من رؤساء البنوك المركزية الوطنية، سياسةَ المنطقة النقدية. وتتمثل مهمته الأولى في السيطرة على التضخم. ومع أن الاتحاد النقدي لا يعتمد حكومة أو سياسة مالية موحدة، إلا أن قدرًا من التعاون يحدث من خلال مجموعة اليورو التي تتخذ قرارات سياسية بخصوص منطقة اليورو واليورو نفسه. وتتكون مجموعة اليورو من وزراء ماليةِ دولِ منطقة اليورو وينضم إليهم قادة الدول الأعضاء في الحالات الطارئة.
ومنذ الأزمة المالية في 2007–2008، حددت منطقة اليورو مخصصات واعتمدتها لمنح قروض طارئة للدول الأعضاء مقابل تنفيذها إصلاحات اقتصادية. وقد مارس الاتحاد الدمج المالي ممارسةً محدودة، ومن ذلك مراجعة الدول الأعضاء ميزانيات بعضها البعض.

## الإقليم

### الدول الأعضاء في الاتحاد الأوروبي
في عام 1998، كانت 11 دولة عضو في الاتحاد الأوروبي تلبي معايير تبنِّي اليورو (معايير التقارب)، ونشأت منطقة اليورو مع الإصدار الرسمي لعملة اليورو (إلى جانب العملات الوطنية) في فاتح يناير 1999.
استوفت اليونان المعايير في عام 2000 والتحقت بالاتحاد في فاتح يناير 2001. وصدرت عملات اليورو الورقية والمعدنية في فاتح يناير 2002 لتحل محل جميع العملات الوطنية. والتحقت بالاتحاد سبع دول أخرى في الفترة ما بين عامي 2007 و2015.
| الدولة          | تاريخ الانضمام | عدد السكان في 2019 | الدخل القومي الإجمالي الاسمي في 2019 (بالدولار الأمريكي، بالملايين) | الدخل القومي الإجمالي النسبي اسمي، من المجموع | الدخل القومي الإجمالي للفرد اسمي، في 2019 (بالدولار الأمريكي) | العملة المستخدمة قبل اليورو | استثناءات                                                | رمز أيزو |
| --------------- | -------------- | ------------------ | ------------------------------------------------------------------- | --------------------------------------------- | ------------------------------------------------------------- | --------------------------- | -------------------------------------------------------- | -------- |
| النمسا          | 1 يناير 1999   | 8,858,775          | 456٬779                                                             | 3٫18%                                         | 51٬460                                                        | شلن                         |                                                          | AT       |
| بلجيكا          | 1 يناير 1999   | 11,467,923         | 551٬595                                                             | 4٫18%                                         | 48٬030                                                        | فرنك                        |                                                          | BE       |
| كرواتيا         | 1 يناير 2023   |                    |                                                                     |                                               |                                                               | كونا                        |                                                          | HR       |
| قبرص            | 1 يناير 2008   | 875,898            | 24٬628                                                              | 0٫18%                                         | 27٬710                                                        | جنيه                        | قبرص الشمالية                                            | CY       |
| إستونيا         | 1 يناير 2011   | 1,324,820          | 30٬856                                                              | 0٫20%                                         | 23٬260                                                        | كرون                        |                                                          | EE       |
| فنلندا          | 1 يناير 1999   | 5,517,919          | 276٬085                                                             | 2٫08%                                         | 50٬010                                                        | ماركا                       |                                                          | FI       |
| فرنسا           | 1 يناير 1999   | 67,028,048         | 2٬844٬284                                                           | 22٫39%                                        | 42٬960                                                        | فرنك                        | كاليدونيا الجديدة · تاهيتي · واليس وفوتونا               | FR       |
| ألمانيا         | 1 يناير 1999   | 83,019,214         | 2٬846٬910                                                           | 30٫34%                                        | 42٬450                                                        | مارك                        |                                                          | DE       |
| اليونان         | 1 يناير 2001   | 10,722,287         | 211٬647                                                             | 1٫97%                                         | 19٬750                                                        | دراخما                      |                                                          | GR       |
| جمهورية أيرلندا | 1 يناير 1999   | 4,904,226          | 316٬269                                                             | 1٫69%                                         | 64٬000                                                        | جنيه                        |                                                          | IE       |
| إيطاليا         | 1 يناير 1999   | 60,359,546         | 2٬081٬972                                                           | 16٫91%                                        | 34٬530                                                        | ليرة                        |                                                          | IT       |
| لاتفيا          | 1 يناير 2014   | 1,919,968          | 33٬932                                                              | 0٫24%                                         | 17٬740                                                        | لاتس                        |                                                          | LV       |
| ليتوانيا        | 1 يناير 2015   | 2,794,184          | 53٬162                                                              | 0٫36%                                         | 19٬080                                                        | ليتاس                       |                                                          | LT       |
| لوكسمبورغ       | 1 يناير 1999   | 613,894            | 45٬817                                                              | 0٫33%                                         | 73٬910                                                        | فرنك                        |                                                          | LU       |
| مالطا           | 1 يناير 2008   | 493,559            | 14٬089                                                              | 0٫07%                                         | 28٬030                                                        | ليرة                        |                                                          | MT       |
| هولندا          | 1 يناير 1999   | 17,282,163         | 920٬333                                                             | 6٫89%                                         | 53٬100                                                        | خولده                       | أروبا · كوراساو · سينت مارتن · الجزر الكاريبية الهولندية | NL       |
| البرتغال        | 1 يناير 1999   | 10,276,617         | 238٬204                                                             | 1٫75%                                         | 23٬200                                                        | إسكودو                      |                                                          | PT       |
| سلوفاكيا        | 1 يناير 2009   | 5,450,421          | 104٬778                                                             | 0٫76%                                         | 19٬210                                                        | كرونة                       |                                                          | SK       |
| سلوفينيا        | 1 يناير 2007   | 2,080,908          | 54٬169                                                              | 0٫38%                                         | 25٬940                                                        | تولار                       |                                                          | SI       |
| إسبانيا         | 1 يناير 1999   | 46,934,632         | 1٬430٬766                                                           | 10٫75%                                        | 30٬390                                                        | بيزيتا                      |                                                          | ES       |
| منطقة اليورو    | منطقة اليورو   | 341,925,002        | 13٬730٬527                                                          | 100%                                          | 40٬078                                                        | —                           | —                                                        | EZ       |

### ملحقات تابعة لدول أعضاء في الاتحاد الأوربي — خارج الاتحاد
تبنت اليورو ثلاث ملحقات تابعة لدولٍ أعضاء في الاتحاد الأوروبي ليست تابعةً للاتحاد الأوروبي هي:
- سان بارتيلمي (إقليم تابع لفرنسا، وهي من تحرص فيه على تطبيق قوانين منطقة اليورو)
- سان بيير وميكلون (إقليم تابع لفرنسا، وهي من تحرص فيه على تطبيق قوانين منطقة اليورو)
- أراض فرنسية جنوبية وأنتارتيكية (إقليم تابع لفرنسا، وهي من تحرص فيه على تطبيق قوانين منطقة اليورو)

### اعتماد من طرف دول غير أعضاء

#### باتفاق رسمي
اليورو مستخدم أيضًا في بلدان خارج الاتحاد الأوروبي، حيث وقَّعت أربع دول – أندورا وموناكو وسان مارينو والفاتيكان – على اتفاقات رسمية مع الاتحاد الأوروبي تعتمد بمقتضاها اليورو عملةً رسمية وتُصَدِّر نقودها المعدنية الخاصة. إلا أن البنك المركزي الأوروبي لا يعتبرها جزءًا من منطقة اليورو ولا مقعدَ لها في البنك المركزي الأوروبي ولا في مجموعة اليورو.
كثير من الدول عملاتها مربوطة باليورو، بعضها من خلال نطاق تقلب والبعض آخر من خلال معدل معين. فعلى سبيل المثال، الفرنك غرب الأفريقي والفرنك وسط الأفريقي مربوطان باليورو بمعدل 655.957 فرنك مقابل اليورو الواحد. في عام 1998، وجه مجلس الاتحاد الأوروبي انتباهه إلى الاتفاقات النقدية التي تجمع فرنسا بمنطقة الفرنك الأفريقي وجزر القمر وحكم بأن البنك المركزي الأوروبي ليس ملزمًا بقضية قابلية تحويل الفرنكين الأفريقي والقمري. وبقيت مسؤولية قابلية التحويل الحر على عاتق الخزينة الفرنسية.

#### من جانب واحد
تبنت كوسوفو والجبل الأسود اليورو رسميًّا وجعلتاه العملة الوحيدة المستخدمة على ترابهما وذلك بدون إبرام اتفاق مع منطقة اليورو وبالتالي لا يملك أي منهما حقوق الإصدار. ولا يعتبر البنك المركزي الأوروبي هذين البلدين جزءًا من منطقة اليورو. إلا أن مصطلح منطقة اليورو يُستخدم أحيانًا للإشارة إلى جميع الدول والأقاليم التي لا تستعمل أي عملة بجانب اليورو. ويعارض البنك المركزي الأوروبي والاتحاد الأوروبي أي تبنٍّ لليورو من طرف دولة غير تابعة لمنطقة اليورو سواء أكانت أم لم تكن عضوًا في الاتحاد الأوروبي، ما لم يُجِزِ التبني اتفاقٌ رسمي.

### توسعات منطقة اليورو التاريخية وأنظمة سعر الصرف لأعضاء الاتحاد الأوروبي
ولدت منطقة اليورو بأعضائها الإحدى عشر بتاريخ 1 يناير 1999. ثم توسعت بعد ذلك لتضم اليونان ابتداءً من 1 يناير 2001، ودخل اليورو حيز التداول عامًا واحدًا بعد ذلك. ثم التحقت بالمجموعة الدول التي انضمت إلى الاتحاد الأوروبي في عام 2004، وذلك في فاتح يناير من الأعوام المذكورة: سلوفينيا في 2007 وقبرص في 2008 ومالطا في 2008 وسلوفاكيا في 2009 وإستونيا في 2011 ولاتفيا في 2014 وليتوانيا في 2015 وكرواتيا في 2023
يتوجب على كل الدول المنتسبة حديثًا للاتحاد الأوروبي بمقتضى معاهدة ماستريخت الموقع عليها في عام 1992 تبني عملة اليورو بموجب شروط معاهدات انضمامهم للاتحاد. إلا أن خامس هذه الشروط هو شرط استقرار سعر الصرف الذي يشترط كون الدولة عضوًا في آلية سعر الصرف الأوروبية لمدة لا تقل عن عامين بدون أن تشوب سعر صرف العملة في تلك المدة «توترات شديدة».
في سبتمبر عام 2011، قال مصدرٌ دبلوماسي قريب من المحادثات التحضيرية لتبني اليورو المنعقدة مع الدول الأعضاء السبع التي لم تكن أي منها آنذاك قد تبنت العملة بعد (بلغاريا وجمهورية التشيك والمجر ولاتفيا وليتوانيا وبولاندا ورومانيا) أن الاتحاد النقدي (منطقة اليورو) الذي اعتقدت هذه الدول أنها ملتحقة به عقب توقيعها معاهدة الانضمام قد ينتهي به المطاف اتحادًا مختلفًا اختلافًا جذريًّا فارضًا على أعضائه تقاربًا ماليًّا واقتصاديًّا وسياسيًّا أشد. قد يتسبب هذا التغيير في وضع المنطقة القانوني إلى خلاص هذه الدول إلى أن شروط التزامهم بالانضمام لم تعد ساريةَ المفعول، ما قد «يضطرهم إلى تنظيم استفتاءات جديدة» حول تبني اليورو.
| الدولة                         | العملة القديمة  | سعر الصرف (ما يقابل يورو واحد من العملة القديمة) | العام |
| ------------------------------ | --------------- | ------------------------------------------------ | ----- |
| بلجيكا                         | فرنك بلجيكي     | 40.3399                                          | 1999  |
| لوكسمبورغ                      | فرنك لوكسمبورغي | 40.3399                                          | 1999  |
| ألمانيا                        | مارك ألماني     | 1.95583                                          | 1999  |
| إسبانيا، أندورا                | بيزيتا إسبانية  | 166.386                                          | 1999  |
| فرنسا، موناكو، أندورا          | فرنك فرنسي      | 6.55957                                          | 1999  |
| أيرلندا                        | جنيه أيرلندي    | 0.787564                                         | 1999  |
| إيطاليا، سان مارينو، الفاتيكان | ليرة إيطالية    | 1936.27                                          | 1999  |
| هولندا                         | خولده هولندي    | 2.20371                                          | 1999  |
| النمسا                         | شلن نمساوي      | 13.7603                                          | 1999  |
| البرتغال                       | إسكودو برتغالي  | 200.482                                          | 1999  |
| فنلندا                         | ماركا فنلندية   | 5.94573                                          | 1999  |
| اليونان                        | دراخما يونانية  | 340.75                                           | 2001  |
| سلوفينيا                       | تولار سلوفيني   | 239.64                                           | 2007  |
| قبرص                           | جنيه قبرصي      | 0.585274                                         | 2008  |
| مالطا                          | ليرة مالطية     | 0.4293                                           | 2008  |
| سلوفاكيا                       | كرونة سلوفاكية  | 30.126                                           | 2009  |
| إستونيا                        | كرون إستوني     | 15.6466                                          | 2011  |
| لاتفيا                         | لاتس لاتفي      | 0.702804                                         | 2014  |
| ليتوانيا                       | ليتاس ليتواني   | 3.4528                                           | 2015  |
| كرواتيا                        | كونا كرواتية    | 7.534                                            | 2023  |

### توسعات مستقبلية
من ضمن الادول الأعضاء في الاتحاد الأوروبي سبعة دول (بلغاريا وجمهورية التشيك والدنمارك والمجر وبولندا ورومانيا والسويد) لا تعمتد اليورو عملةً رسمية. ويتوجب على الدولة التي تنوي الانضمام إلى منطقة اليورو قضاء عامين كحد أدنى في آلية سعر الصرف الأوروبية. وتشارك في آلية سعر الصرف، ابتداءً من سبتمبر 2020، البنوك المركزية لكل من الدنمارك وبلغاريا وكرواتيا.
كان للدنمارك عند توقعيها على معاهدة ماستريخت خيار عدم قبول خاص يستثنيها قانونيًّا من وجوب الانضمام إلى منطقة اليورو عند استيفائها الشروط، إلا إذا شاءت حكومتها الانضمام سواء من خلال تصويت برلماني أو استفتاء عام. وكان للمملكة المتحدة خيار عدم قبول مشابه قبل انسحابها من الاتحاد الأوروبي في عام 2020.
أما الدول السبع المتبقية فسوف يتحتم عليها تبني اليورو مستقبلًا، إلا أن الاتحاد الأوروبي لم يحاول بعد فرض أي خطة زمنية عليها. وتشمل هذه الدول السويد التي لم تكن طرفًا في معاهدة ماستريخت (1992) حيث انضمت إلى الاتحاد الأوروبي عام 1995. إلا أن الشعب السويدي رفض تبني اليورو من خلال استفتاء عام أقيم عام 2003 ومنذ ذلك الوقت والدولة تتجنب استيفاء الشروط من خلال عدم الانضمام إلى آلية سعر الصرف الأوروبية (الشرط الخامس) التي يعد الانضمام إليها اختياريًّا. أما بلغاريا وكرواتيا فقد التحقتا بآلية سعر الصرف بتاريخ 10 يوليو 2020.
تصاعدت الدعوات بالانضمام إلى منطقة اليورو في الدنمارك وقبلها في بولندا نتيجة للأزمة المالية عام 2008. كما تزايد اهتمام الآيسلنديين بالانضمام إلى الاتحاد الأوروبي، وهو أحد الشروط المسبقة لتبني اليورو. إلا أن أزمة الديون تسببت بحلول عام 2010 في تضاؤل رغبة كل من بولندا وجمهورية التشيك بالانضمام للاتحاد النقدي.

### الطرد والانسحاب
بحسب رأي الصحفي لي فيليبس وتشارلز بروكت من مكتب المحاماة لوك لورد، فإنه لا توجد بنود في أي معاهدة تابعة للاتحاد الأوروبي للخروج من منطقة اليورو، بل إن المعاهدات تقول بوضوح أن عملية الانضمام إلى الاتحاد النقدي غير قابلة للإبطال ولا رجعة فيها. وأكدت دراسة قانونية تابعة للبنك المركزي الأوروبي عام 2009 أن الانسحاب الاختياري يستحيل قانونيًّا وأن الطرد من جهة أخرى «معقول.» وقد اقترح عدة خبراء وسياسيين أوروبيين إدراج خيار بمغادرة منطقة اليورو في المعاهدات ذات الصلة.
وعلقت المفوضية الأوروبية حول قضية مغادرة منطقة اليورو قائلةً «عدمُ قابلية إبطال العضوية في منطقة اليورو جزء لا يتجزأ من أساس المعاهدات وتعتزم المفوضية، كونها الوصي على معادهات الاتحاد الأوروبي، احترامَ عدم قابلية الإبطال تلك.» مضيفةً أنها «لا تعتزم اقتراح أي تعديل» على المعادهات ذات الصلة وأن تقوية الاتحاد «هي أفضل طريقة للمضي قدمًا في تحصين الدول الأعضاء في منطقة اليورو من الأزمات الاقتصادية والمالية.» وقال البنك المركزي الأوروبي، في إجابة على سؤال طرحه عضو في البرلمان الأوروبي، أن مغادرة منطقة اليورو غير مسموح بها بموجب المعادهات.
وكذلك، فإنه لا توجد آلية قانونية لطرد دولة من منطقة اليورو. إلا أن البعض، بما فيهم الحكومة الهولندية، يؤيد إحداث بند يخول طرد دولة مثقلة بالديون تأبى الامتثال لسياسة الإصلاح الاقتصادي التابعة للاتحاد الأوروبي من الاتحاد النقدي.
وكتب أستاذ القانون في جامعة تكساس في أوستن جين دامان في مجلة قانونية تصدر في تكساس أن قوانين الاتحاد الأوروبي تخول ضمنيًّا لأعضائها حقَّ مغادرة منطقة اليورو في حال لم يعودوا مستوفين الشروط التي وجب عليهم استيفاؤها من أجل الانضمام. وقال بأن الاتحاد الأوروبي له الحق، في ظل ظروف ضيقة، في طرد دولة من دوله الأعضاء.
وقال أستاذ العلوم السياسية والاقتصادية بجامعة كاليفورنيا، بركلي باري آيشنغرين في 2007 إن «أوروبا قد أخطأت بوثبها على الاتحاد النقدي [...] واستفحل خطؤها [...] بضم [...] إيطاليا وإسبانيا والبرتغال واليونان،» وأنه «إن لم يكن التفكك مستحيلًا [...] فهو مستبعد،» وذلك نظرًا للمعوقات التقنية والسياسية وخصوصًا الاقتصادية التي تحول دون ذلك. وأضاف آيشنغرين «في اللحظة التي ينتشر فيها خبر أن الحكومة [اليونانية] تدرس إمكانية [الانسحاب من الاتحاد الأوروبي]، سيقوم المستثمرون بيع أسهمهم وسنداتهم اليونانية [...] وسيعم الهلع المالي والذعر المصرفي.» وفي عام 2011، بقي آيشنغرين على رأيه بأن احتمال انسحاب اليونان من الاتحاد الأوروبي «ضئيل جدًا» وبأنه في حال حدوث أي ذعر مصرفي فإن «بنوك الحكومة اليونانية ستتلقى بكل تأكيد الدعم من شركاء اليونان في الاتحاد الأوروبي والبنك المركزي الأوروبي لأن آخر ما تتمناه التجارة الألمانية» حسب قوله «هي أزمات مالية جديدة في دول أوروبية آخرى.» وعلى حد تعبيره، فإن «المعجزة الاقتصادية الألمانية في العقد الأخير يمكن اختصارها في كلمة واحدة ألا وهي الصادرات. حيث أن قدرة ألمانيا التنافسية في التصدير حسَّنها إلى حد كبير سعرُ صرف اليورو الذي أُبقي منخفضًا وعلى مستويات معقولة نتيجة لكون ألمانيا تتشارك العملة مع اقتصادات أضعف.»

## الإدارة والتمثيل

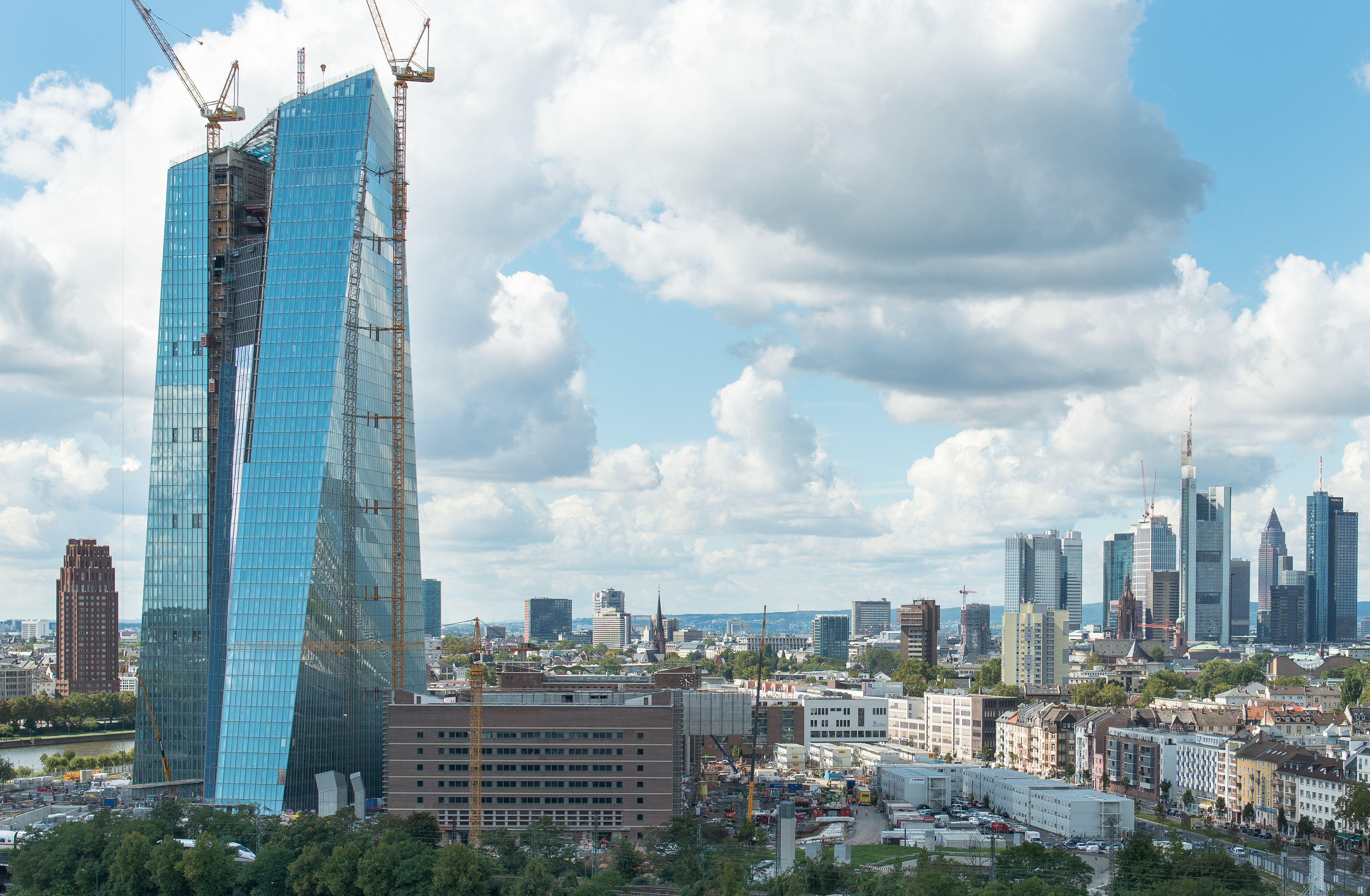
البنك المركزي الأوروبي (الظاهر مقره بفرانكفورت في الصورة) هي السلطة النقدية فوق الوطنية لمنطقة اليورو.

يدير البنك المركزي الأوروبي ونظام اليورو السياسة النقدية لجميع الدول الأعضاء في منطقة اليورو. ويقتصر نطاق عمل هاتين المؤسستين على هذه الدول. بينما يشمل نظام البنوك المركزية الأوروبي جميع الدول الأعضاء في الاتحاد الأوروبي. أما الدول الخارجة عن نطاق الاتحاد الأوروبي فلا يؤخذ برأيها في قرارات هذه المؤسسات الثلاث، بما في ذلك تلك التي تربطها بها اتفاقات نقدية مثل موناكو. يملك البنك المركزي الأوروبي صلاحية ترخيص تصميم وطباعة أوراق اليورو النقدية وتحديد كمية عملات اليورو المعدنية المسكوكة. وترأس البنك حاليًّا المحامية الفرنسية كريستين لاغارد.
يُمثل منطقة اليورو سياسيًّا وزراؤه الماليون والذين يُعرفون جمعًا بمجموعة اليورو ورئيسها الحالي باسكال دونوهو. ويجتمع وزراء مالية الدول الأعضاء في الاتحاد الأوروبي المستعملة لليورو في اليوم الذي يسبق اجتماع مجلس الشؤون الاقتصادية والمالية (إيكوفين) التابع لمجلس الاتحاد الأوروبي. لا تعتبر مجموعة اليورو مجلسًا رسميًّا، إلا أنه عندما يصوت مجلس الشؤون الاقتصادية والمالية على مسائل متعلقة بمنطقة اليورو دون غيرها فإن التصويت ينحصر في تلك الحالة على أعضاء مجموعة اليورو.
منذ الأزمة المالية في 2007–2008 ومجموعة اليورو تعقد اجتماعاتٍ (قمة اليورو) بشكل غير منتظم يحضرها رؤساء الدول بدلًا من وزراء المالية (مثل المجلس الأوروبي). وقد أقرت المجموعة في خضم هذه الاجتماعات إصلاحات عديدة. وفي عام 2011، دعا الرئيس الفرنسي السابق نيكولا ساركوزي إلى جعل هذه الاجتماعات منتظمة وإقامتها مرتين في العام الواحد.

### إصلاحات
في بروكسل في أبريل من عام 2008، ألحَّ رئيس المفوضية الأوروبية جان كلود يونكر على أن منطقة اليورو يجب أن يكون لها تمثيل واحد على صعيد صندوق النقد الدولي بدلًا من أن تكون كل دولة عضو ممثلة على حدة، حيث قال «من غير المنطقي أن لا تتفق هذه الدول الخمسة عشر على أن يكون لها تمثيل واحدة في صندوق النقد الدولي. الأمر يجعلنا نبدو سخيفين. بتنا كالمهرجين على الساحة الدولية.» وفي 2017، قال يونكر أنه يهدف إلى الوصول إلى اتفاق حول هذه المسألة قبل نهاية فترة رئاسته في 2019. ومن جهة أخرى قال المفوض المالي خواكين ألمونيا أنه قبل أن يوجد تمثيل أحادي لا بد من أن يُتفق على أجندة سياسية مشتركة.
وقد اقترحت شخصيات قيادية عديدة بالاتحاد الأوروبي، بما فيها المفوضية وحكومات وطنية، تشكيلة من الإصلاحات تستهدف هيكلة منطقة اليورو. ومن أبرز هذه الإصلاحات المقترحة تبني وزير مالية، وبسط ميزانية منطقة اليورو، وإعادة تشكل آليات كفالات الإنقاذ إما على شكل «صندوق نقد أوروبي» أو خزينة لمنطقة اليورو. ومع أن كثيرًا من هذه الاقتراحات تشترك في أفكارها الرئيسية، إلا أنها تختلف اختلافًا كبيرًا على مستوى التفاصيل.

## الاقتصاد

### جدول مقارنة
|                  | عدد السكان | الناتج المحلي الإجمالي (الاسمي)a |
| ---------------- | ---------- | -------------------------------- |
| الولايات المتحدة | 328 مليون  | 20.8 تريليون دولار               |
| الصين            | 1400 مليون | 14.9 تريليون دولار               |
| منطقة اليورو     | 342 مليون  | 12.7 تريليون دولار               |

| الاقتصاد | الناتج المحلي الإجمالي الاسمي (بمليارات الدولارات الأمريكية) في سنة الذروة اعتبارًا من 2020 |
| --- | ------------------------------------------------------------------------------------------ |
| (01) الولايات المتحدة (الدرجة الأعلى في 2019) | 21,439                                                                                     |
| (02) الصين (الدرجة الأعلى في 2020) | 14,860                                                                                     |
| (03) منطقة اليورو (الدرجة الأعلى في 2008) | 14,188                                                                                     |
| (04) اليابان (الدرجة الأعلى في 2012) | 6,203                                                                                      |
| (05) المملكة المتحدة (الدرجة الأعلى في 2007) | 3,085                                                                                      |
| (06) الهند (الدرجة الأعلى في 2019) | 2,868                                                                                      |
| (07) البرازيل (الدرجة الأعلى في 2011) | 2,614                                                                                      |
| (08) روسيا (الدرجة الأعلى في 2013) | 2,289                                                                                      |
| (09) كندا (الدرجة الأعلى في 2013) | 1,847                                                                                      |
| (10) كوريا الجنوبية (الدرجة الأعلى في 2018) | 1,720                                                                                      |
| (11) أستراليا (الدرجة الأعلى في 2012) | 1,569                                                                                      |
| (12) المكسيك (الدرجة الأعلى في 2014) | 1,315                                                                                      |
| (13) إندونيسيا (الدرجة الأعلى في 2019) | 1,112                                                                                      |
| (14) تركيا (الدرجة الأعلى في 2013) | 950                                                                                        |
| (15) السعودية (الدرجة الأعلى في 2018) | 787                                                                                        |
| (16) سويسرا (الدرجة الأعلى في 2019) | 715                                                                                        |
| (17) الأرجنتين (الدرجة الأعلى في 2017) | 643                                                                                        |
| (18) تايوان (الدرجة الأعلى في 2020) | 635                                                                                        |
| (19) بولندا (الدرجة الأعلى في 2018) | 585                                                                                        |
| (20) السويد (الدرجة الأعلى في 2013) | 579                                                                                        |
| الاقتصادات العشرون الأكبر في العالم بما فيها منطقة اليورو على هيئة كيان منفرد، بحسب الناتج المحلي الإجمالي الاسمي (2020) عند ذروته بمليارات الدولارات الأمريكية. القيم المتعلقة بالدول الأعضاء في الاتحاد الأوروبي التي ليست في ذات الوقت أعضاءً في منطقة اليورو معروضة منفصلةً. |                                                                                            |

### التضخم
أرقام المؤشر المتناسق لأسعار المستهلك التابع للبنك المركزي الأوروبي مؤخوذةً من الشهر الخامس من السنوات المعروضة:
| - 2000: 1.7% - 2001: 3.1% - 2002: 2.0% - 2003: 1.8% - 2004: 2.5% | - 2005: 2.0% - 2006: 2.5% - 2007: 1.9% - 2008: 3.7% - 2009: 0.0% | - 2010: 1.7% - 2011: 2.7% - 2012: 2.4% - 2013: 0.9% - 2014: -0,2% | - 2015: 0.3% - 2016: -0.1% - 2017: 1.4% - 2018: غ/م - 2019: غ/م |

### الديون العامة
يوضح الجدول التالي نسبة الديون العامة إلى الناتج المحلي الإجمالي لبلدان منطقة اليورو وفقًا لمعطيات يوروستات. شرط اليورو للتقارب هو 60٪.
| الدولة          | 2007  | 2008  | 2009  | 2010  | 2011  | 2012  | 2013  | 2014  | 2015  | 2016  | 2017  | 2018  |
| --------------- | ----- | ----- | ----- | ----- | ----- | ----- | ----- | ----- | ----- | ----- | ----- | ----- |
| منطقة اليورو    | 64.9  | 69.6  | 80.2  | 85.8  | 87.7  | 90.7  | 92.6  | 92.8  | 90.9  | 90.1  | 87.7  | 85.8  |
| النمسا          | 64.7  | 68.7  | 79.7  | 82.4  | 82.2  | 81.9  | 91.3  | 84.0  | 86.2  | 83.6  | 78.4  | 74.0  |
| بلجيكا          | 87.0  | 93.2  | 99.6  | 99.7  | 102.3 | 104.8 | 105.5 | 107.0 | 106.0 | 105.7 | 103.1 | 100.0 |
| قبرص            | 53.5  | 45.5  | 53.9  | 56.3  | 65.8  | 80.3  | 104.0 | 109.1 | 108.9 | 107.1 | 97.5  | 100.6 |
| إستونيا         | 3.7   | 4.5   | 7.0   | 6.6   | 5.9   | 9.8   | 10.2  | 10.6  | 9.7   | 9.4   | 9.0   | 8.4   |
| فنلندا          | 34.0  | 32.6  | 41.7  | 47.1  | 48.5  | 53.6  | 56.2  | 59.8  | 63.1  | 63.1  | 61.4  | 59.0  |
| فرنسا           | 64.3  | 68.8  | 79.0  | 81.7  | 85.2  | 90.6  | 93.4  | 94.9  | 95.8  | 96.5  | 97.0  | 98.4  |
| ألمانيا         | 63.7  | 65.5  | 72.4  | 81.0  | 78.3  | 81.1  | 78.7  | 75.6  | 71.2  | 68.1  | 64.1  | 61.9  |
| اليونان         | 103.1 | 109.4 | 126.7 | 146.2 | 172.1 | 161.9 | 178.4 | 180.2 | 176.9 | 180.8 | 178.6 | 181.2 |
| جمهورية أيرلندا | 23.9  | 42.4  | 61.8  | 86.8  | 109.1 | 119.9 | 119.9 | 104.2 | 93.8  | 72.8  | 68.0  | 63.6  |
| إيطاليا         | 99.8  | 106.2 | 112.5 | 115.4 | 116.5 | 126.5 | 132.5 | 135.4 | 132.7 | 132   | 131.8 | 134.8 |
| لاتفيا          | 8.0   | 18.6  | 36.6  | 47.5  | 42.8  | 42.2  | 40.0  | 41.6  | 36.4  | 40.6  | 40.1  | 36.4  |
| ليتوانيا        | 15.9  | 14.6  | 29.0  | 36.2  | 37.2  | 39.7  | 38.7  | 40.5  | 42.7  | 40.1  | 39.7  | 34.1  |
| لوكسمبورغ       | 7.7   | 15.4  | 16.0  | 20.1  | 19.1  | 22.0  | 23.7  | 22.7  | 21.4  | 20.8  | 23.0  | 21.0  |
| مالطا           | 62.3  | 61.8  | 67.8  | 67.6  | 69.9  | 65.9  | 65.8  | 61.6  | 63.9  | 57.6  | 50.8  | 45.8  |
| هولندا          | 42.7  | 54.7  | 56.5  | 59.0  | 61.7  | 66.3  | 67.7  | 67.9  | 65.1  | 61.8  | 56.7  | 52.4  |
| البرتغال        | 68.4  | 75.6  | 83.6  | 96.2  | 111.4 | 129.0 | 131.4 | 132.9 | 129.0 | 130.1 | 125.7 | 122.2 |
| سلوفاكيا        | 30.1  | 28.6  | 41.0  | 43.3  | 43.3  | 51.8  | 54.7  | 53.6  | 52.9  | 51.8  | 50.9  | 49.4  |
| سلوفينيا        | 22.8  | 21.8  | 36.0  | 40.8  | 46.6  | 53.6  | 70.0  | 80.3  | 83.2  | 78.5  | 73.6  | 70.4  |
| إسبانيا         | 35.6  | 39.7  | 52.7  | 60.1  | 69.5  | 86.3  | 95.8  | 100.7 | 99.2  | 99.0  | 98.3  | 97.6  |

### السياسات المالية
تكمن الوسيلة الأساسية للتنسيق المالي داخل الاتحاد الأوروبي في الخطوط العريضة للسياسة الاقتصادية التي كُتبت لكل دولة عضو، ولكن مع إشارة خاصة إلى الأعضاء التسعة عشر الحاليين في منطقة اليورو. هذه المبادئ التوجيهية غير ملزمة لكنها تهدف إلى تمثيل التنسيق السياسي بين الدول الأعضاء في الاتحاد الأوروبي بحيث تأخذ في الاعتبار هياكل اقتصاداتها المرتبطة.
من أجل ضماناتهم المتبادلة واستقرارِ العملة، يتعين على أعضاء منطقة اليورو احترام ميثاق الاستقرار والنمو، الذي يرسم حدودًا متفقًا عليها للعجز والديون الوطنية مع اتخاذ عقوبات في حالة الانحراف. عيَّن الميثاق في الأصل حدًّا أقصى للعجز السنوي لجميع الدول الأعضاء في منطقة اليورو نسبته 3٪ من الناتج المحلي الإجمالي وحدد غرامات تعاقب بها أي دولة تتجاوز هذا المدى. وفي عام 2005، تجاوزت كل من البرتغال وألمانيا وفرنسا القدر المحدد، لكن مجلس الوزراء لم يصوت على تغريم أي منها. وتُبنِّيت فيما بعد إصلاحات لإضفاء المزيد من الليونة على العقوبات وضمانِ مراعاة معايير العجز للظروف الاقتصادية للدول الأعضاء وعوامل أخرى.
الميثاق المالي (رسميًا معاهدة الاستقرار والتنسيق والحوكمة في الاتحاد الاقتصادي والنقدي) هي معاهدة حكومية دولية استحدثت بصفتها نسخة جديدة أكثر صرامة من ميثاق الاستقرار والنمو، ووقعت عليها بتاريخ 2 مارس 2012 جميع الدول الأعضاء في الاتحاد الأوروبي باستثناء جمهورية التشيك والمملكة المتحدة وكرواتيا (التي انضمت إلى الاتحاد الأوروبي فيما بعد بتاريخ 1 يوليو 2013). دخلت المعاهدة حيز التنفيذ في فاتح يناير 2013 في الدول الستة عشرة التي كانت قد استكملت التصديق عليها قبل هذا التاريخ. واعتبارًا من فاتح أبريل 2014، فإن جميع الدول الموقعة الخمسة والعشرين قد صادقت على المعادهة وأدخلتها حيز التنفيذ.
يعتبر أوليفييه بلانشار أن استحداث اتحاد مالي في منطقة اليورو قد يخفف من الآثار المدمرة للعملة الموحدة على البلدان الواقعة على أطراف منطقة اليورو، مضيفًا أن التكتل النقدي لن يعمل على نحو مثالي حتى لو أُنشئ نظام تحويل مالي وذلك لأن القضية الأساسية المتعلقة بتعديل القدرة التنافسية لم تعالج. تكمن المشكلة في كون البلدان الواقعة على أطراف المنطقة لا تملك عملاتها الخاصة، ما يضطرها إلى تعديل اقتصاداتها من خلال خفض أجورها بدلاً من تخفيض القيمة.

### الركود بسبب تصاعد التضخم
وفقًا للبيانات المعدلة، دخلت منطقة اليورو في ركود فني منذ بداية العام بسبب تأثير ارتفاع التضخم على المستهلكين. إذ أظهرت الأرقام الصادرة عن وكالة الإحصاء التابعة للاتحاد الأوروبي أن الاقتصاد انكمش بنسبة 0.1٪ في الربع الثاني على التوالي خلال الأشهر الثلاثة الأولى من عام 2023.
تم تعديل توقعات يوروستات السابقة التي تشير إلى نمو طفيف، حيث أعلنت ألمانيا، أكبر اقتصاد في القارة، الشهر الماضي دخولها في حالة ركود. وقد تم تخفيض توقعات الوكالة السابقة التي تشير إلى نمو اقتصاد منطقة اليورو بنسبة 0.1٪ في الربع الأول من العام.
في الوقت الحالي، من المتوقع أن يواصل البنك المركزي الأوروبي رفع أسعار الفائدة في اجتماعه المقبل في وقت لاحق من هذا الشهر، ومرة أخرى في يوليو/تموز، في محاولة للحد من التضخم المتزايد. وتعتبر هذه النتائج ضربة لـ منطقة اليورو، حيث أعلن السياسيون ومسؤولو البنك المركزي الأوروبي مرارًا أنه يمكن تجنب الركود رغم ارتفاع التضخم إلى مستويات تاريخية.
وفقًا لصحيفة “بلومبيرغ”، من المتوقع أن تنكمش منطقة اليورو بشدة أكبر خلال الأشهر المتبقية من هذا العام وفقًا لتقييمات خبراء الاقتصاد.
قال أندرو كينينغهام، كبير الاقتصاديين في أوروبا في كابيتال إيكونوميكس، إن المسار المظلم للركود لم يكن مفاجئًا بعد التنقيحات السلبية الكبيرة لتقديرات ألمانيا وأيرلندا. وقد خفض العديد من أعضاء منطقة العملة الموحدة توقعات الناتج المحلي الإجمالي للربع الأول في الأسابيع التي تلت صدور التقدير الأولي ليوروستات في نهاية إبريل/نيسان.
شهد الناتج المحلي الإجمالي في أيرلندا انكماشًا بنسبة 4.6٪، ورغم أن الاقتصاديين يشككون في مدى انعكاس ذلك بشكل حقيقي لأداء الاقتصاد الأيرلندي، فإن الناتج المحلي الإجمالي لليتوانيا انكمش بنسبة 2.1٪، ولهولندا بنسبة 0.7٪، وألمانيا، وهي أكبر اقتصاد في أوروبا، انكمش بنسبة 0.3٪.

## كفالات الإنقاذ المالي
دفعت الأزمة المالية في 2007–2008 منطقة اليورو إلى تبني عدد من الإصلاحات. وشملت هذه الإصلاحات تحولًا جذريًّا في سياسة الإنقاذ التابعة للاتحاد أدى إلى إنشاء صندوق غرضه إعانة الدول الأعضاء الغارقة في مشاكل مالية. وأُسس في عام 2010 كل من صندوق الإنقاذ المالي الأوروبي وآلية الاستقرار المالي الأوروبي من أجل أن يوفرا إلى جانب صندوق النقد الدولي نظامًا وصندوقًا لإسعاف الدول الأعضاء. إلا أنهما كانا صغيرين ومؤقتين ولم يكن لهما أي أساس قانوني في معاهدات الاتحاد الأوروبي. وبناء على ذلك، اتفقت الدول الأعضاء في منطقة اليورو عام 2011 على إنشاء آلية استقرار أوروبية تكون أكبر بمراحل عن سابقتيها وتكون ممولة حصرًا من دول منطقة اليورو (وليس من الاتحاد الأوروبي) ويكون لها أساس قانوني دائم في معاهدات الاتحاد الأوروبي. تضمَّن إنشاء آلية الاستقرار الأوروبية الموافقةَ على تعديل المادة 136 من معاهدة عمل الاتحاد الأوروبي السامحة بتأسيس الآلية والتوقيعَ على معاهدةٍ جديدة تُبيِّن طريقة عمل الآلية. وإن صودق عليهما وفقا للجدول الزمني المحدد، فإن آلية الاستقرار الأوروبية ستكون قد دخلت حيز التنفيذ بحلول انتهاء صلاحية صندوق الإنقاذ المالي الأوروبي وآلية الاستقرار المالي الأوروبي في منتصف عام 2013.
وفي فبراير 2016، قدمت المملكة المتحدة تأكيدات إضافية على أن الدول التي لا تعتمد عملة اليورو لن يكون لزامًا عليها تقديم مساعدات الإنقاذ المالي لدول منطقة اليورو.

## استعراض الأقران
في يونيو 2010، توصل الاتحاد الأوروبي إلى اتفاق عام بشأن اقتراح مثير للجدل يقضي بمراجعة الدول الأعضاء لميزانيات بعضها البعض قبل عرضها على البرلمانات الوطنية. عارضت كل من ألمانيا والسويد والمملكة المتحدة اقتراح استعراض الميزانية كاملةً على بقية الدول. واتُّفِق على أن تقدم كل حكومة لنظرئها وللمفوضية تقديراتها للنمو والتضخم والإيرادات ومستويات الإنفاق قبل ستة أشهر من قصدها البرلمانات الوطنية. وفي حال عانت دولةٌ من عجز في الميزانية فسيتعين عليها تبرير ذلك لبقية دول الاتحاد الأوروبي، وستتعرض الدول التي تتعدى ديونها نسبة 60٪ من الناتج المحلي الإجمالي للمزيد من التدقيق والرقابة.
ولا ينحصر نطاق هذه الخطط على أعضاء منطقة اليورو، بل تنطبق على جميع أعضاء الاتحاد الأوروبي، وتستوجب موافقة قادة الاتحاد الأوروبي إلى جانب مقترحات تنص بفرض عقوبات على الدول قبل أن تصل إلى حد الـ3٪ في ميثاق الاستقرار والنمو. انتقدت بولندا اقتراح منع التمويل الإقليمي عن الدول التي تتعدى حدود العجز المالي المتفق عليها، لأن ذلك لن يؤثر إلا على الدول الفقيرة. في يونيو 2010، وافقت فرنسا على دعم خطة ألمانيا القاضية بتعليق حقوق التصويت للأعضاء الذين يخالفون القواعد. في مارس 2011، بدأت إصلاحات جديدة لميثاق الاستقرار والنمو تهدف إلى تقويم القواعد من خلال اعتماد إجراء تلقائي لفرض العقوبات في حالات انتهاك القواعد سواء تلك المتعلقة بالعجز المالي أو بالديون.

## انتقادات
يعتقد الاقتصادي الحائز على جائزة نوبل جيمس توبين أن مشروع اليورو لن ينجح دون إجراء تغييرات جذرية على المؤسسات الأوروبية، مشيرًا إلى الفرق بين الولايات المتحدة ومنطقة اليورو. ففيما يتعلق بالسياسات النقدية، يهدف البنك المركزي الأمريكي إلى النمو وخفض البطالة، بينما يميل البنك المركزي الأوروبي إلى إعطاء الأولوية الأولى لاستقرار الأسعار تحت إشراف البنك الاتحادي الألماني. مع الحفاظ على انفخاض مستوى سعر التكتل النقدي، بات مستوى البطالة في الإقليم أعلى من مستواها في الولايات المتحدة منذ عام 1982.
فعندما يتعلق الأمر بالسياسات المالية، فإن نسبة 12٪ من الميزانية الفيدرالية الأمريكية تُخصص للتحويلات إلى الولايات والحكومات المحلية. كما أنه عندما تواجه إحدى الولايات صعوبات مالية أو اقتصادية، فإن مبلغًا مُعتبرًا من المال يُحول تلقائيًا إلى تلك الولاية. ولا تفرض حكومة الولايات المتحدة أية قيود على سياسات الميزانية التابعة للولايات. ويختلف ذلك عن سياسات منطقة اليورو المالية، حيث تشترط معاهدة ماستريخت على كل دولة عضو في منطقة اليورو أن لا يتعدى عجز ميزانيتها السنوي نسبة 3٪ من الناتج المحلي الإجمالي.
في فبراير 2019، خلصت دراسة تابعة لمركز السياسة الأوروبية إلى أنه في الوقت الذي استفادت فيه بعض الدول من اعتماد اليورو، فإن العديد منها باتت أفقر مما كانت لتكون عليه لو لم تعتمد العملة، مشيرة إلى أن إيطاليا وفرنسا أكثر من تضررتا من التبني. وقال مؤلفو الدراسة أن ذلك يُعزى إلى تأثير تبني اليورو السلبي على قدرة الدولة التنافسية، حيث أن الدول عادة ما تخفض من قيمة عملاتها لجعل صادراتها أرخص في السوق العالمية، وهو ما لم يُمْكِن بسبب العملة المشتركة.

### شرطة اقتصادية
أعرب أرنولف بارينغ عام 1997 عن قلقه من أن الاتحاد النقدي الأوروبي سيجعل من الألمان أبغض شعب في أوروبا. واشتبه في احتمال أن تنظر شعوب دول البحر المتوسط إلى الألمان والتكتل النقدي على أنهم بمثابة رجال الشرطة الاقتصاديين.

## وصلات خارجية
- موقع البنك المركزي الأوروبي (بالإنجليزية)